# Euxoa ternaria
Euxoa ternaria är en fjärilsart som beskrevs av Smith 1900. Euxoa ternaria ingår i släktet Euxoa och familjen nattflyn. Inga underarter finns listade i Catalogue of Life.